# Nord canadien

Le Nord canadien défini politiquement.

Le Nord canadien est une vaste région nordique du Canada qui est définie de façons variées géographiquement et politiquement. Politiquement, le terme fait référence aux trois territoires canadiens : le Yukon, les Territoires du Nord-Ouest et le Nunavut. Géographiquement, de manière similaire, le Grand Nord fait davantage référence à l'Arctique canadien, la région du Canada qui se trouve au nord du cercle arctique.

## Présentation
Depuis 1925, le Canada a revendiqué la partie de l'Arctique entre 60° O et 141° O de longitude, s'étendant jusqu’au pôle Nord. Toutes les îles de cette région sont canadiennes, et les eaux sont territoriales. Les revendications territoriales dans cette région sont cependant sujettes à des désaccords juridiques avec les pays riverains de la zone. Ainsi, le Canada et l'URSS/Russie prétendent tous les deux que leur territoire respectif s'étend en extension de leurs limites longitudinales vers le pôle Nord, ce qui amène à un chevauchement. Les États-Unis ne reconnaissent pas cette définition et ne font pas de réclamation de leur secteur depuis la côte arctique de l'Alaska. D'autres pays se basent sur l'extension du plateau continental à partir de leurs côtes. C'est le cas de la demande du Danemark/Groenland, qui s'étend sur une partie contestée par le Canada.
En principe, les navires étrangers, à la fois civils et militaires, sont autorisés à passer dans les eaux territoriales d'un littoral soumis aux règles de la Convention des Nations unies sur le droit de la mer tant que ce soit pour des fins non belliqueuses. Ce droit de passage n'est cependant pas permis dans les eaux intérieures, plans d'eau fermés ou dans un archipel. Les désaccords sur la définition des eaux intérieures des revendications rend ce droit difficile à appliquer : le Danemark, la Russie, le Canada et la Norvège voient ces eaux comme des eaux intérieures, mais l'Union européenne et les États-Unis les voient comme des eaux territoriales ou même internationales.
Ceci est particulièrement important pour le passage du Nord-Ouest, qui s'ouvre de plus en plus à la navigation à cause du réchauffement climatique et deviendra un enjeu économique et écologique. Le Canada affirme son contrôle sur ce passage dans le cadre des eaux intérieures canadiennes puisqu'il est à moins de 20 km d'îles canadiennes, mais les États-Unis affirment que le passage se situe dans les eaux internationales.
C'était également le cas de l'île Hans, dans le détroit de Nares, qui est à l'ouest du Groenland et était revendiquée à la fois par le Danemark et le Canada. En 2022, un accord a cependant été trouvé, et l'île est maintenant partagée entre les deux pays.

### Infrastructures militaires
En mars 2025, le Canada a annoncé un partenariat avec l’Australie pour installer un système radar transhorizon en Arctique d’ici 2029, visant à renforcer sa souveraineté et sa défense dans le Nord, tout en investissant dans les infrastructures militaires et communautaires du Nunavut.

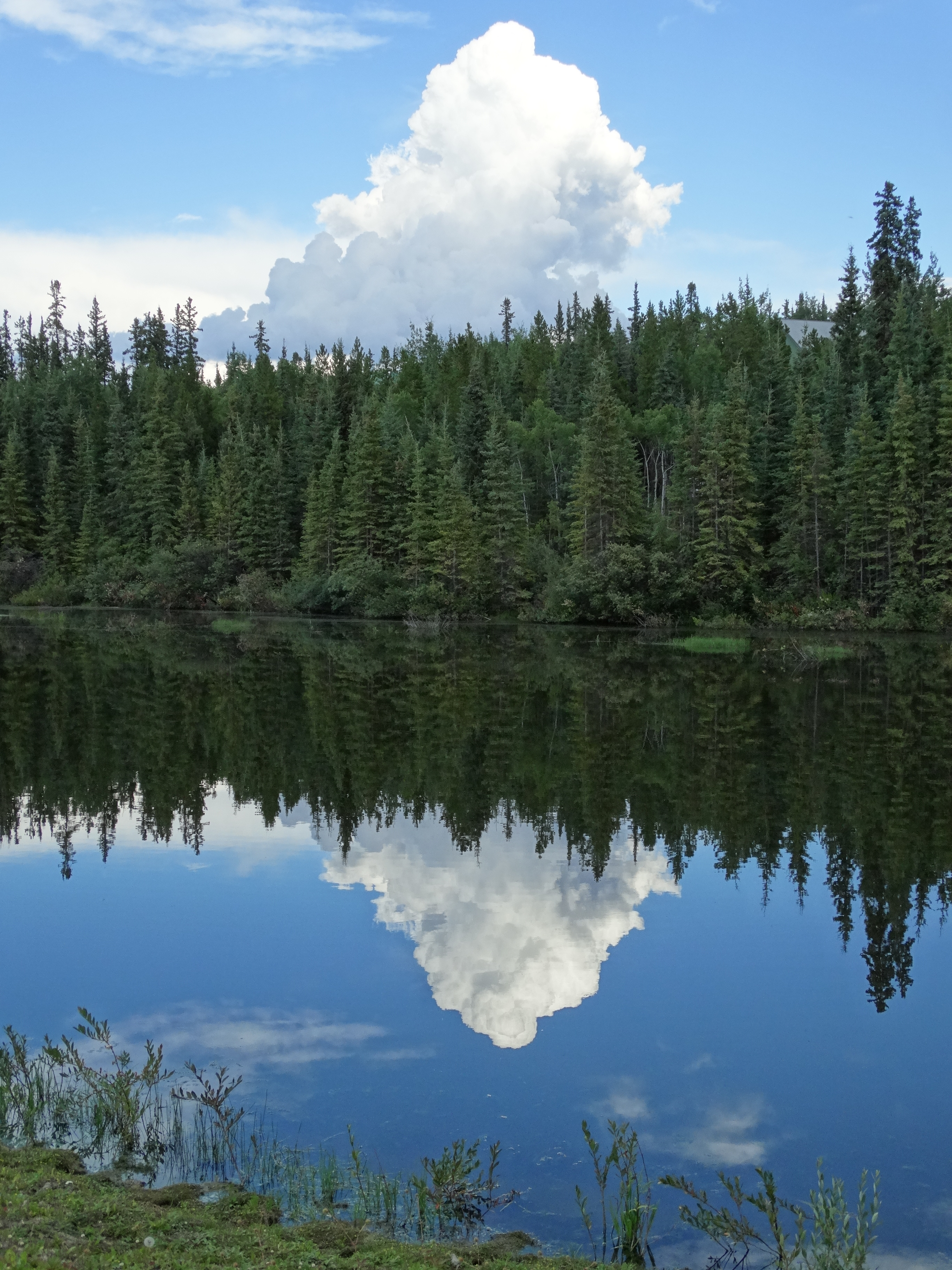
Paysage du Yukon.
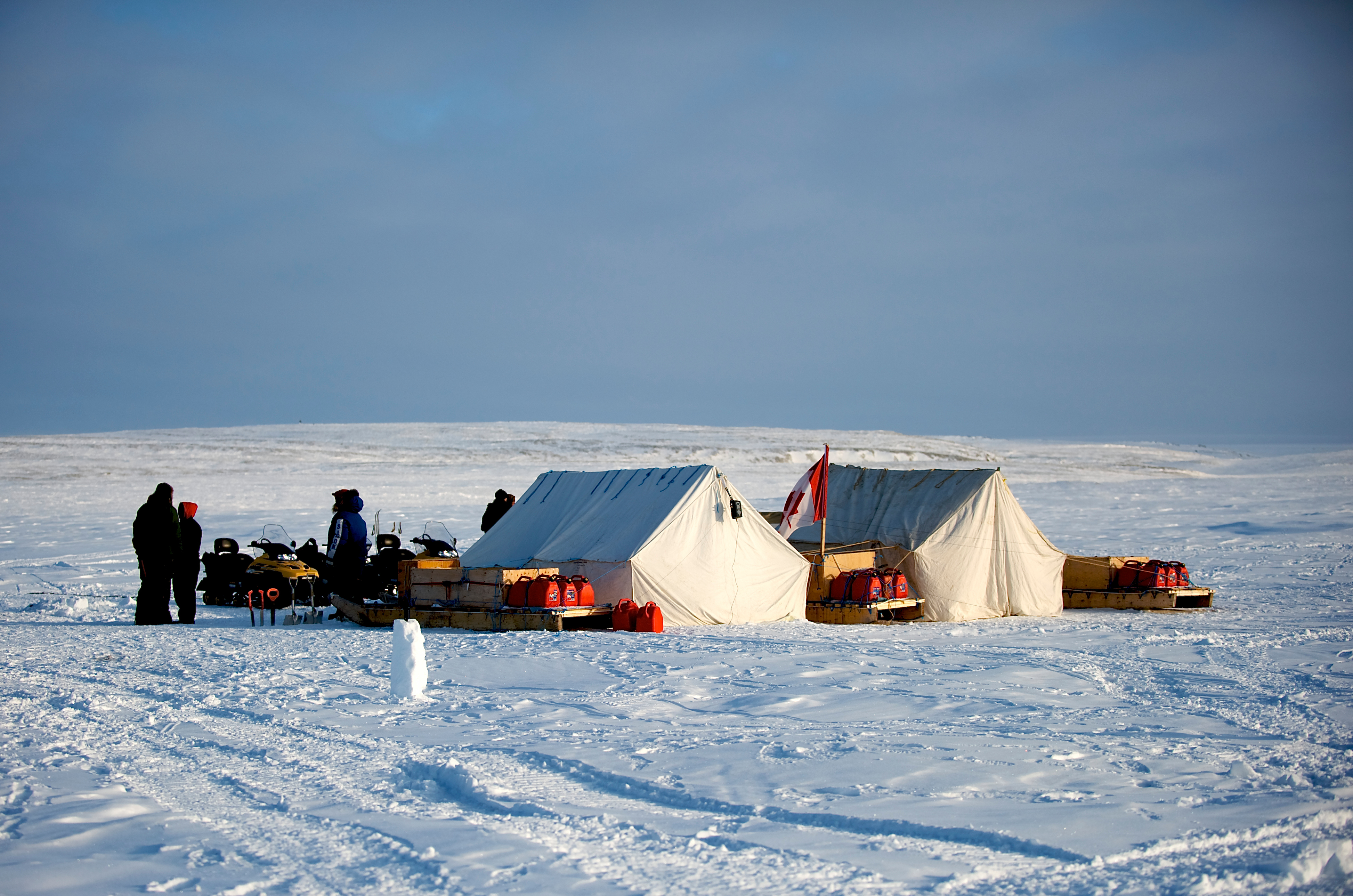
Camp d'entrainement des rangers canadiens à Alert, Nunavut.